# Träumen Androiden von elektrischen Schafen?
Träumen Androiden von elektrischen Schafen? (englischer Originaltitel: Do Androids Dream of Electric Sheep?) ist ein dystopischer Roman des US-amerikanischen Schriftstellers Philip K. Dick aus dem Jahr 1968. Der im Jahr 1982 erschienene Film Blade Runner von Ridley Scott basiert auf diesem Buch, weicht jedoch erheblich von der Vorlage ab. Das Buch wird seit dem Erscheinen des Films auch unter dem Titel Blade Runner verkauft.
Thema des Romans ist die verschwimmende Grenze zwischen Menschen und (in diesem Werk biologischen) Androiden und somit die Frage, was den Menschen zum Menschen macht. Nach Philip K. Dick ist nicht die Intelligenz das Unterscheidungsmerkmal zwischen Androiden und Menschen, sondern die Empathie, also die Fähigkeit, sich in andere Menschen einzufühlen.  Die Frage danach, ob etwas wirklich echt oder lediglich künstlich nachempfunden ist, wird immer wieder aufgegriffen.
Da die Tierwelt durch Krieg und die Radioaktivität fast ausgestorben ist, gilt der Besitz eines echten Tieres als Statussymbol. Weil sich nicht jeder die Anschaffung eines richtigen Tieres leisten kann, gibt es auch elektrische Nachbildungen. Das elektrische Schaf aus dem Titel hat beispielsweise beim Protagonisten Rick Deckard die Rolle seines verstorbenen echten Haustiers übernommen.

## Inhalt
Der Roman spielt im Jahr 1992 (in späteren Ausgaben auf das Jahr 2021 umdatiert) in Nordamerika, hauptsächlich in San Francisco. Die Erde ist nach einem Atomkrieg kaum mehr bewohnbar und von einer dauerhaften Staubschicht bedeckt. Die meisten Tierarten sind ausgestorben und ein Großteil der Menschen ist auf den Mars ausgewandert. Die auf der Erde Verbliebenen müssen stets fürchten, infolge der Strahlung unfruchtbar zu werden oder geistig zu degenerieren und zu „specials“ (Spezialfällen) degradiert zu werden – zu Menschen zweiter Klasse, denen das Recht auszuwandern abgesprochen wird.
Die Emigranten bekommen für ihr Leben auf dem Mars je einen Androiden als Schutz und Diener zur Seite gestellt. Die Androiden sind körperlich nicht von Menschen zu unterscheiden, werden aber auf der Erde als Bedrohung angesehen und dürfen sich nur auf der Erde aufhalten, wenn ein Unternehmen die Verantwortung trägt. Androiden, die sich illegal auf der Erde aufhalten, werden von „Prämienjägern“ (engl. „bounty hunter“, dt. Kopfgeldjäger) verfolgt und ausgelöscht. Die Bezeichnung für diese Tötung ist in der zukünftigen Welt, die gern mit Euphemismen arbeitet, „to retire“, etwa: „in den Ruhestand versetzen“.
Ein solcher Kopfgeldjäger ist Rick Deckard und die Schwierigkeit seiner Aufgabe besteht darin, die Androiden zu identifizieren. Die neue Replikantenserie des Unternehmers Rosen kann dank ihrer hoch entwickelten Nexus-6-Hirneinheit von den Menschen nur noch mit Mühe unterschieden werden. Diese neuen Modelle treten in sehr unterschiedlichen Identitäten auf – etwa als Opernsängerin oder als vermeintlicher russischer Kollege Deckards. Nur ein speziell entwickelter Empathie-Test, mit dem die Reaktion potenzieller Androiden in verschiedenen Situationen geprüft wird, gibt zuverlässig Auskunft.
Die Empathie spielt im Leben der Menschen im Roman eine zentrale Rolle. Auf ihr baut die Religion der Gesellschaft auf: der Mercerismus. Ihr spiritueller Akt besteht darin, sich mit Hilfe einer „Einswerdungsbox“ in eine virtuelle Welt zu begeben, wo man mit Mercer, der Heilsgestalt dieser Religion, eins wird und mit ihm hungernd und dürstend und immer wieder von Steinschlägen getroffen in einer öden Wüstenlandschaft einen Hang hinaufgeht.
Da nach dem Atomkrieg echte Tiere selten geworden sind, gelten Haustiere als Statussymbol. Da aber die Anschaffung lebender Tiere sehr kostspielig ist, greifen viele Leute auf täuschend echt aussehende, elektronische Attrappen zurück. Rick Deckard etwa hält ein elektrisches Schaf auf seiner Dachterrasse. Der Wunsch, sich ein echtes Tier leisten zu können, ist der Hauptantrieb für seine Arbeit.
Nachdem Rick Deckard anfangs seine Mission ohne Bedenken erfüllt und einige Androiden nach dem Empathie-Test erschießt, kommen ihm mit der Zeit – vor allem durch den engeren Kontakt mit der Androidin Rachael Rosen, mit der er eine Affäre beginnt – Zweifel, ob nicht auch Androiden von elektrischen Schafen träumen, also den Menschen auch in ihrer Empathiefähigkeit immer ähnlicher werden. Er fürchtet, seinen Job bald nicht mehr ausführen zu können. Dies ist eventuell von Rachael beabsichtigt, denn einerseits ist sie selbst Androidin, andererseits gehört sie zum Rosen-Konzern, der die Androiden herstellt und mit der Polizei im Konflikt steht. Als Rachael ihm eröffnet, dass sie bereits mit mehreren Prämienjägern geschlafen hat, um diesen die Ausführung ihres Jobs unmöglich zu machen, erlebt Deckard eine Sinnkrise.
Unterdessen haben sich drei der sechs Androiden, die Deckard erledigen soll, beim allein lebenden „Spezialfall“ J.R. Isidore einquartiert. Dieser schaut und hört wie fast alle Menschen jeden Tag die Fernsehsendung von Buster Freundlich, einem Moderator, der die Menschen pausenlos mit nichtigen Aussagen berieselt. Isidore lässt die Androiden bei sich wohnen, weil er sich über die Gesellschaft freut.
Es stellt sich heraus, dass auch der Fernsehmoderator Buster Freundlich ein Androide ist. Er eröffnet der Menschheit die Wahrheit, dass die Szenerie in der Einswerdungsbox eine Fälschung ist: Sie entstammt einem alten, billigen Hollywoodstreifen. „Mercer“ ist ein inzwischen heruntergekommener, alkoholkranker Schauspieler. Die Androiden haben dies herausgefunden und hoffen, dass die Religion des Mercerismus und das „Einswerden“, von dem sie ausgeschlossen sind, nun in sich zusammenfällt.
Kurz darauf spürt Deckard die Androiden bei Isidore auf. Obwohl dieser ihm nicht helfen will, kann er die Androiden aufspüren und töten. Zu Hause erfährt er, dass Rachael seine neue, echte Ziege getötet hat, die er sich teuer von seinem Kopfgeld gekauft hatte. Verzweifelt fliegt er weg von der Zivilisation nach Norden, wo er eine Vision von Mercer hat. Er findet eine Kröte, die bisher als ausgestorben gilt, und kehrt heim. Aber auch die Kröte stellt sich als künstlich heraus.

### Voigt-Kampff-Maschine
Die fiktive Voigt-Kampff-Maschine wird in Kombination mit festgelegten Fragen als Voigt-Kampff-Test benutzt, um emotionale Reaktionen zu messen. Das Gerät heißt im Film Blade Runner (1982) abweichend vom Roman Voight-Kampff-Maschine (mit „h“).
Das Gerät ähnelt einem Polygraphen und wird von „Prämienjägern“ (im Film „Blade Runners“ genannt) – der verdeckten Polizei-Einheit, die Androiden erkennt und tötet – verwendet, um anhand von Blutdruck, Atemfrequenz, Erröten und Augenbewegungen zu erkennen, ob gefühlsmäßig angemessene Antworten auf vorgegebene und bei Menschen Empathie erzeugende Fragen erfolgen. Im Film Blade Runner werden zwei Replikanten dem Test mit der Maschine unterzogen: Leon (Brion James) und Rachael (Sean Young). Hauptfigur Deckard erklärt im Film, dass normalerweise 20 bis 30 teils aufeinander bezogene Fragen nötig sind, um eine sichere Unterscheidung von Replikanten und echten Menschen durchzuführen. Bei Rachael, einer Mitarbeiterin Tyrells, die eine Replikantin ist, benötigt Blade Runner Deckard mehr als hundert Fragen, im Buch hingegen nur „sechs bis sieben“.
Das von Philip K. Dick beschriebene Voigt-Kampff-Verfahren als Test für Androiden betonte sehr früh das bis heute zunehmende Interesse an „der Grenze zwischen dem, was Menschen erschaffen und was sie sind“. Aus heutiger psychologischer Sicht handelt es sich beim Voigt-Kampff-Test um eine zwar erfundene, aber richtige Prüfung einzelner Items von Psychopathie mit Betonung des bekanntesten Items „Mangel an Empathie“. Tests mit ähnlicher Funktionsweise wurden mittlerweile auch in der Realität durchgeführt. Historisch nimmt der Test Bezug auf den 1950 von Alan Turing vorgeschlagenen Turing-Test, welcher versucht, Mensch und Maschine durch die sprachliche Leistung voneinander zu unterscheiden.
Der Voigt-Kampff-Test fand darüber hinaus Eingang in die allgemeine Wahrnehmung, beispielsweise bei der nur teils augenzwinkernden Befragung aller Kandidaten zur Bürgermeisterwahl von San Francisco 2003 durch ein Magazin.

## Unterschiede zum FilmBlade Runner
Der Film Blade Runner ist keine werkgetreue Verfilmung, sondern unterscheidet sich in vielen Einzelheiten von der Romanvorlage. Die einzige Szene, in der Dialoge wörtlich übernommen wurden, ist die Befragung Rachaels durch Deckard.
- Ort und Zeit wurden von San Francisco, 1992, nach Los Angeles, 2019, verlegt. Im Roman hat es einen Atomkrieg gegeben, und die Sowjetunion – und damit das bipolare Mächteverhältnis auf der Erde wie im Kalten Krieg – existiert offenbar noch. Im Film werden die verschlechterten Umweltbedingungen zwar gezeigt, ihre Hintergründe aber nicht erläutert. Auf die politische Lage wird ebenfalls nicht näher eingegangen.
- Der gesamte Handlungsstrang um die Religion des Mercerismus fehlt im Film, ebenso wie die Sendung Buster Freundlichs und der Plan der Androiden, Mercer als Schwindel zu entlarven. Anstelle der Medienberieselung im privaten Bereich sind im Film vor allem riesige Werbebildschirme im öffentlichen Bereich zu sehen. Die „Stimmungsorgel“, ein Gerät, mit dem Menschen ihre Gefühle manipulieren können, fehlt im Film.
- Das Aussterben vieler Tierarten und die Bedeutung von (echten oder künstlichen) Tieren als Statussymbole spielen im Roman eine große Rolle. Im Film wird dies nur angedeutet.
- Die künstlichen Menschen werden im Roman einfach „Androiden“ oder kurz „Andys“ genannt, und sie werden von „Prämienjägern“ verfolgt. Der Film verwendet die Bezeichnungen „Replikanten“ oder abfällig „Hautjobs“, der „Prämienjäger“ wird zum „Blade Runner“.
- Deckard ist im Roman verheiratet, und seine Frau Iran spielt eine bedeutende Nebenrolle. Er ist aktiver Kopfgeldjäger. In der 1982er Version des Films erwähnt Deckard kurz seine Ex-Frau, im Director’s Cut wird über seinen Familienstand nichts gesagt. In beiden Versionen des Films hat er seinen Dienst zu Beginn quittiert.
- Veränderung von Figuren: Familie und Konzern Rosen wurden in Tyrell umbenannt. Aus dem geistig zurückgebliebenen „Spezialfall“ J. R. Isidore wurde der hochintelligente, aber physisch kranke J. F. Sebastian. Beiden Figuren ist jedoch ihre Gutmütigkeit gemein. Die Androiden Polokov, der bei der Abfallbeseitigung arbeitet, und Luba Luft, die Opernsängerin ist, wurden zum Arbeiter Leon Kowalski und der Schlangentänzerin Zhora. Roy Baty (im Film: Batty) ist im Roman mit der Androidin Irmgard verheiratet, die in frühen Drehbüchern zur Replikantin „Mary“ wurde und im Film schließlich ganz fehlt. Pris und Rachael sind im Roman vom gleichen Modelltyp und sehen identisch aus, im Film haben sie nichts weiter miteinander zu tun (Regisseur Scott lehnte dies als zu verwirrend ab).
- Der Voigt-Kampff-Test, dem die Androiden/Replikanten unterzogen werden, wird im Roman näher erläutert. Dort gibt es auch stärkere Zweifel an seiner Funktionsfähigkeit. Als sicherer Nachweis gilt letztlich nur eine Untersuchung des Knochenmarks. Der Rosen-Konzern versucht, Androiden zu produzieren, die durch den Voigt-Kampff-Test nicht erkannt werden können, und steht so im Konflikt mit den verschiedenen Polizeidienststellen der Erde.
- Im Film sind die Kämpfe zwischen Deckard und den Replikanten actionreich, der Kampf mit Roy Batty ist der Höhepunkt des Films. Im Roman kämpfen die Androiden zwar auch, akzeptieren aber ab einem bestimmten Punkt ihr Schicksal und werden lethargisch. Sie setzen sich auch weniger füreinander ein. Die Tötung von Pris, Irmgard und Roy wird im Roman eher unspektakulär geschildert.
- Der Film gibt Hinweise darauf, dass Deckard selbst ein Replikant sein könnte. Im Buch ist dies zwar nicht völlig ausgeschlossen, aber wohl auch nicht intendiert.
- Der Grundton des Films ist von den meisten Rezensenten als melancholisch beschrieben worden. Der Roman zeigt mehr Sarkasmus.

Obwohl man Dick die damals für ihn sehr hohe Summe von 75.000 US-Dollar anbot, seinen Roman neu zu verfassen, so dass er als Buch zum Film verkauft werden könne, lehnte er ab und widmete seine Energie einem neuen Buch, für welches er deutlich weniger Geld bekam. Dick starb wenige Monate vor der Premiere von Blade Runner, hat aber Ausschnitte des Films, die ihm Ridley Scott vorgeführt hatte, nach anfänglicher Skepsis sehr positiv aufgenommen.

## Deutschsprachige Ausgaben
Eine deutsche Ausgabe des Romans erschien erstmals 1969 im Verlag Marion von Schröder unter dem Titel Träumen Roboter von elektrischen Schafen?, übersetzt von Norbert Wölfl. Alle späteren Ausgaben bis zur Neuübersetzung 2017 basieren auf dieser Übersetzung, die für eine Neuausgabe im Haffmans Verlag 1993 von Jacqueline Dougoud durchgesehen und ergänzt wurde. Bereits als der Roman 1982 als Blade Runner verfilmt wurde, erschien im Heyne Verlag eine Ausgabe unter demselben Titel, der auch für die Haffmans-Ausgabe von 1993 benutzt wurde. Erst in der 2. Auflage der Haffmans-Ausgabe von 1997 wurde der Titel direkt als Träumen Androiden von elektrischen Schafen? übersetzt. 2002 erschien der Roman aber wieder (bei Heyne) als Blade Runner. 2017 erschien ebenfalls unter dem Titel Blade Runner – mit dem Zusatz Träumen Androiden von elektrischen Schafen? – eine Neuübersetzung von Manfred Allié im Verlag S. Fischer.

### Hörspiel
Der Bayerische Rundfunk produzierte 1999 ein 53-minütiges Hörspiel
unter dem Titel BLADE RUNNER - Träumen Androiden, welches mit dem Kurd-Laßwitz-Preis ausgezeichnet wurde. 
Im Hörspiel tragen die Personen dieselben Namen wie in der Romanvorlage. Die Voigt-Kampff-Maschine heißt hier „Voigt-Test“, die Spezialfälle werden als „B-Typen“ benannt. Die Ähnlichkeit von Rachael und Pris wird beibehalten. Über den Mercerismus wird nicht von Buster Freundlich, sondern von Roy aufgeklärt. Ireen, die Frau von Decker und die Stimmungsorgel spielen eine wesentliche Rolle. Die neuen Androiden heißen „Nexus 5“. Rachael wird von Decker mit der beiläufigen Bemerkung, dass seine Tasche aus „echter menschlicher Babyhaut“ sei, entlarvt, nachdem der Standard-Test versagt hat.

### Hörbuch
- 2017: Blade Runner: Träumen Androiden von elektrischen Schafen? (gelesen von Torben Kessler), Argon Verlag, ISBN 978-3839815816

## Literarische Fortsetzungen
Der mit Dick befreundete Sci-Fi-Autor K. W. Jeter hat ab 1995 mehrere Fortsetzungen zu dem Roman verfasst; allerdings sind sie eher als literarische Fortsetzungen der Verfilmung von 1982 zu betrachten. Die Titel der bisher erschienenen Romane lauten Blade Runner II (Blade Runner 2: The Edge of Human, dt. 1995), Blade Runner: Die Rückkehr (Blade Runner 2 & Blade Runner 3: Replicant Night (1996), dt. 2004) und Blade Runner 4: Eye and Talon (dt. 2000).

## Sonstiges
- Das 12. Kapitel enthält eine Hommage an Edvard Munch, in dessen Ausstellung Rick Deckard die Androidin Lumba Luft antrifft. Sowohl das Bild Der Schrei, als auch eine Version des Werkes Pubertät werden detailliert beschrieben.[9]
- In dem Anime-Klassiker Ghost in the Shell (1995) treten Kreuzungen zwischen Menschen und Cyborgs auf. Neben der Frage, was den Menschen zum Menschen macht, wird auch die Idee eines künstlichen Gehirns von Regisseur Mamoru Oshii aufgegriffen.[10]
- Der Bildschirmschoner Electric Sheep wurde nach Dicks Roman benannt.[11]
- Die deutsche Band Haujobb hat ihren Namen nach der Bezeichnung der Replikanten gewählt, aufgrund eines Hörfehlers wurde aus Hautjob jedoch Haujobb. Eine Band, die musikalisch im Screamo angesiedelt ist, trägt den Namen Do Androids dream of electric Sheep?. Auch in Japan wurde 1993 eine Rockband namens Electric Sheep gegründet.[12]
- Ebenso haben sich zwei Bands nach dem Roman benannt: die amerikanische Garage-Rock-Band Electric Sheep und eine japanische Hardrock-Band des gleichen Namens.
- Das Remix-Album zu Science Fiction der Band Blackmail hat den Titel Do Robots Dream of Electric Sheep?.
- John Scalzi veröffentlichte einen Roman mit dem Titel Androidenträume (Originaltitel The Android's Dream). Das Buch handelt unter anderem von einer genetisch modifizierten Schafrasse, welche elektrisch blaue Wolle als Merkmal hat. Diese Rasse wird „Androidentraum“ genannt. Abgesehen von diesen begrifflichen Ähnlichkeiten hat das Buch kaum Gemeinsamkeiten mit der Geschichte von Träumen Androiden von elektrischen Schafen?.
- In seinem Buch „Warum ist nicht alles schon verschwunden?“ stellt Jean Baudrillard die vertraute Frage: „wovon träumen die digitalen Schafe, Dick?“
- In der dritten Staffel der US-Fernsehserie Fringe trägt eine Episode von 2010 den Titel Träumen Gestaltwandler von elektrischen Schafen?
- In der dritten Staffel der US-Fernsehserie The Americans trägt die neunte Episode im englischsprachigen Original den Titel Do Mail Robots Dream of Electric Sheep?
- In Gwent: The Witcher Card Game findet man als Hommage an das Buch die Fragestellung: „Träumen Golems von magischen Schafen?“
- Bereits in der Kurzgeschichte „The Little Black Box. – Die kleine Black Box“ von 1964 spielen Mercerismus und die Einswerdungsbox ebenfalls eine tragende Rolle.
- Die Folge Elektrische Schafe / Electric Sheep (Folge 27 / Staffel 3) der US-Fernsehserie The Orville ist eine Hommage an das Buch.